# Jacob R. Eckfeldt
Jacob Reese Eckfeldt (mars 1803 - 9 août 1872) était un contrôleur de la Monnaie américaine à Philadelphie.

## Biographie
Né à Philadelphie en mars 1803, Jacob R. Eckfeldt était le fils d'Adam Eckfeldt, chef monnayeur à la Monnaie des États-Unis. Il a suivi son père dans le même domaine de la fonction publique, en entrant à l'U.S. Mint au début de sa vie professionnelle. Il a ensuite progressivement gravi les échelons de la Monnaie jusqu'à devenir chef essayeur.
Au cours de son mandat, il a signalé des problèmes avec certains lots de souverains anglais qui avaient été envoyés à la Monnaie pour y être rechangés, notant que ces lots particuliers étaient inférieurs aux normes de la Monnaie. Nié par les autorités anglaises comme étant impossible parce que la Monnaie de Londres ne fait pas d'erreurs, Eckfeldt a été justifié par l'enquête qui en a résulté et qui a confirmé les conclusions de Eckfeldt. En réponse, une loi parlementaire a ordonné un examen minutieux du poids et de la finesse des pièces dans le monde entier, ce qui a permis de déterminer que les pièces produites aux États-Unis étaient plus uniformes que celles des autres nations, une constatation qui a renforcé la réputation mondiale d'Eckfeldt en tant qu'essayeur. Nommé à son poste durant la présidence d'Andrew Jackson, Eckfeldt a occupé cette fonction jusqu'à sa mort à Philadelphie le 9 août 1872.